# 뒷골목 5번지
"뒷골목 5번지"(Back Alley No. 5)는 한국에서 제작된 장일호 감독의 1970년 영화이다. 장동휘 등이 주연으로 출연하였고 곽정환 등이 제작에 참여하였다.

## 출연

### 주연
- 장동휘
- 최무룡
- 남정임
- 박노식

## 기타
- 조명: 김동포
- 미술: 조경환